# Parc national Diamantina
Diamantina est un parc national du Queensland (Australie), à 1278 kilomètres à l'ouest de Brisbane.